# Haccourt

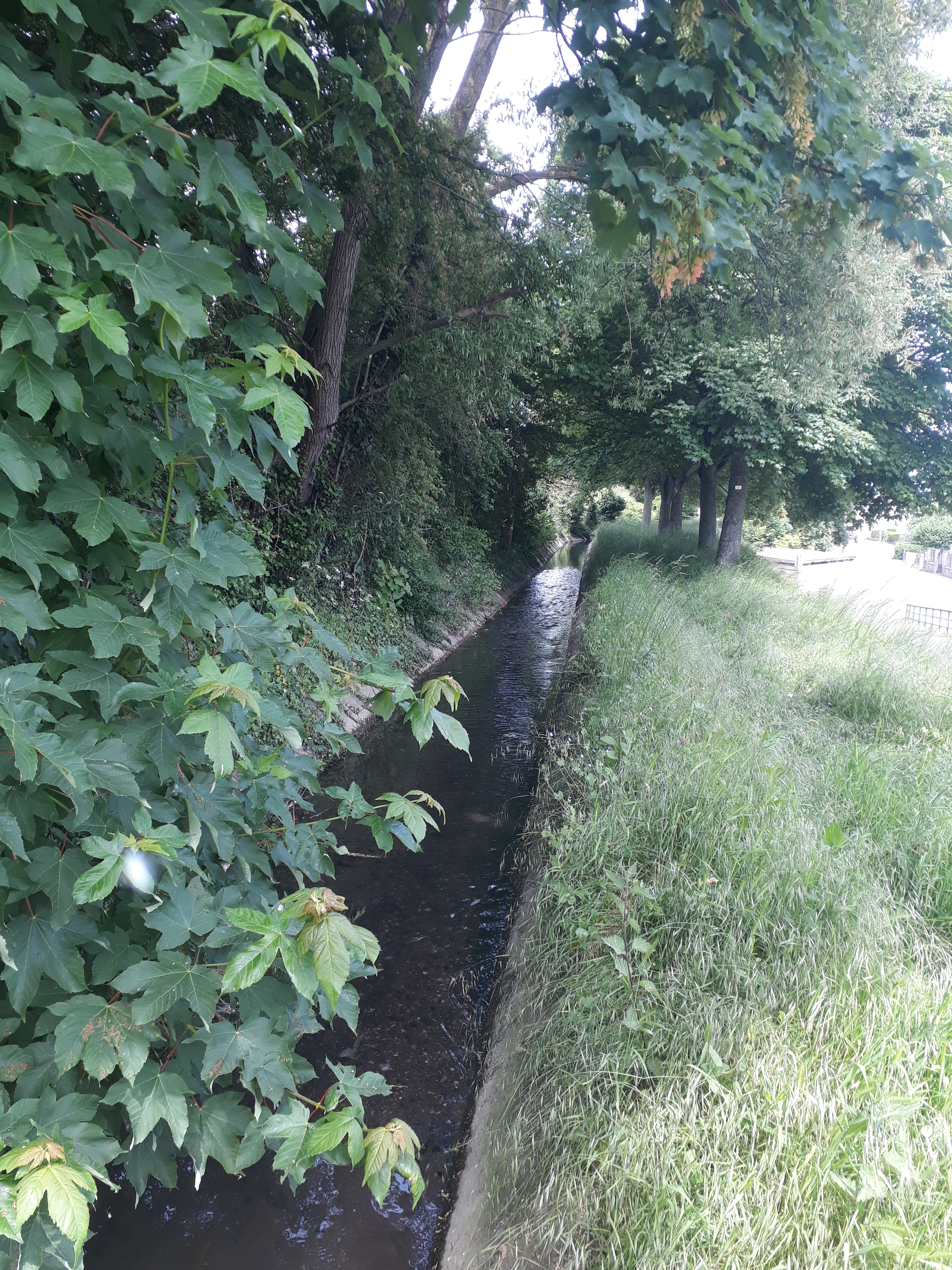
Molenwater van Haccourt

Haccourt (Waals: Hacoû) is een plaats en deelgemeente in de Belgische provincie Luik. Haccourt maakt sinds de grote gemeentelijke herindeling van 1977 deel uit van de gemeente Oupeye. Een klein deel van Haccourt, dat gekneld lag als een exclave tussen de Maas en het Albertkanaal is in 1975 toegevoegd aan de stad Wezet.

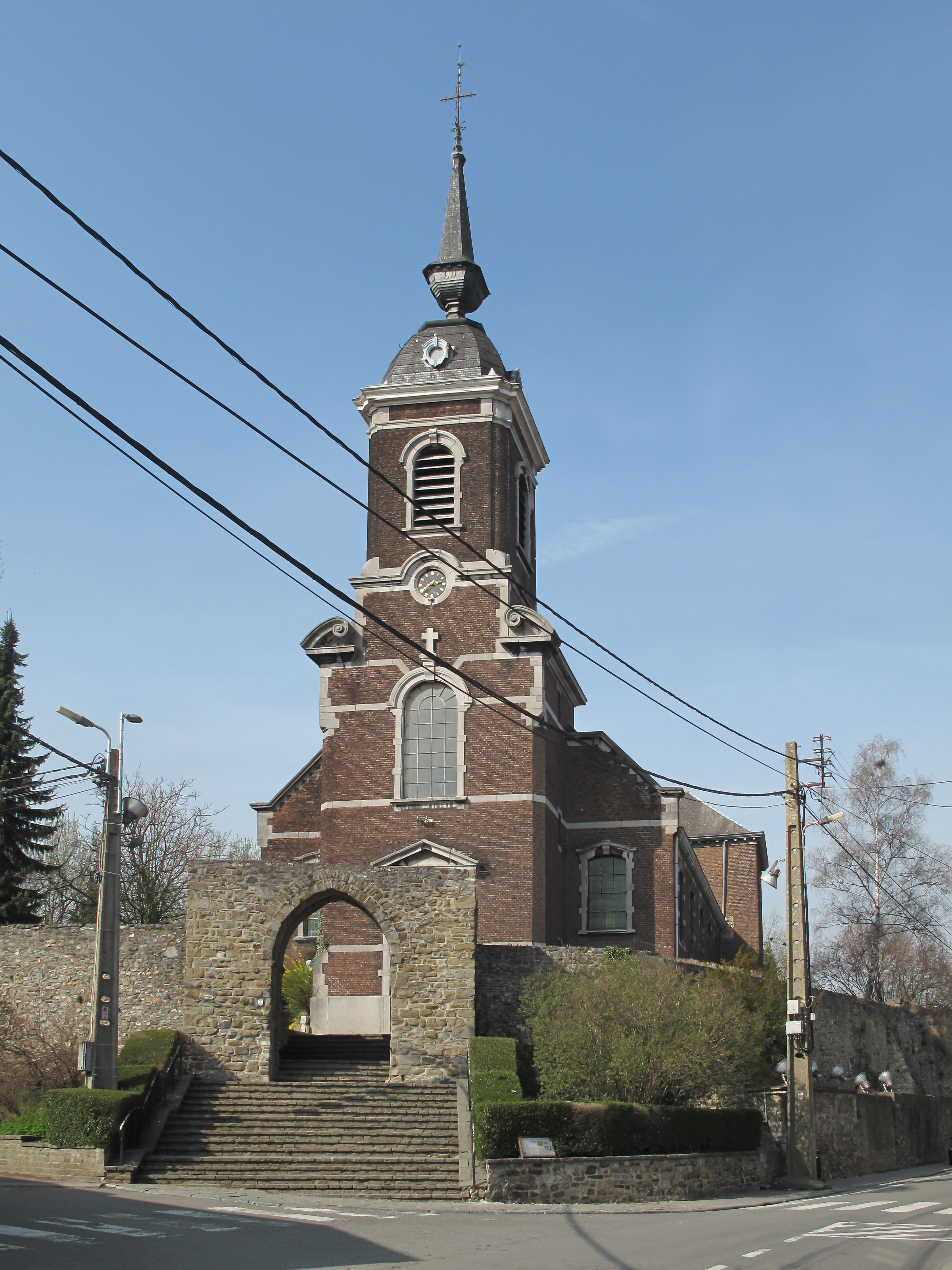
Sint-Hubertuskerk

Haccourt ligt halverwege tussen de Belgische stad Luik en de Nederlandse stad Maastricht

## Etymologie
De naam Haccourt vindt zijn oorsprong in de term villa de Hago. Het achtervoegsel court slaat op hof.

## Demografische ontwikkeling
- Bronnen:NIS, Opm:1831 tot en met 1970=volkstellingen, 1976= inwoneraantal op 31 december

## Situatie in 1830
Bij de onafhankelijkheid van België inventariseerde geograaf Philippe Vandermaelen in dit dorp 256 landelijke woningen, 14 boerderijen, drie herenhuizen, een kerk, een kapel, een molen, een brouwerij en een school. Er waren 1281 inwoners, waaronder een notaris en een beëdigd landmeter. Het inventaris omvat verder details over de natuurlijke omgeving, bodems, landbouwproductie en veestapel. Ook het wegennetwerk van toen is beschreven.

## Natuur en landschap
Haccourt ligt op de westoever van het Albertkanaal. Via het Kanaal van Haccourt naar Wezet staat dit kanaal -via een sluis- in verbinding met de Maas. De Grand Aaz loopt in oostelijke richting door Haccourt  en komt uit in het Albertkanaal.
Bij Haccourt bevinden zich de Groeve Kreco en de Groeve CBR die kalksteen ontginnen in de bergwand van het Haspengouws Plateau.

## Bezienswaardigheden
- De Sint-Hubertuskerk
- De muur die de kerkheuvel omringt is vroegmiddeleeuws (7e-9e eeuw) en een overblijfsel van de burcht. In de muur is een poort uit de 13e eeuw, waardoor de kerk kan worden betreden.
- De Moulin Valois, een watermolen op de Grand Aaz.

Zie ook
- Devant-le-Pont
- Romeinse villa Haccourt

## Nabijgelegen kernen
Heure-le-Romain, Lieze, Wezet, Oupeye, Hallembaye